# Rumer Willis
Rumer Glenn Willis (* 16. srpna 1988, Paducah, Kentucky, Spojené státy americké) je americká herečka a nejstarší dcera Bruce Willise a Demi Moore. Také je známá díky výhře 20. série reality show Dancing with the Stars.

## Životopis
Narodila se v Paducah v Kentucky, zatímco její otec natáčel film In Country. Je pojmenovaná po britské autorce Rumer Gooden. Její matka Demi Moore najala kameramana, aby natočil její porod. Má dvě mladší sestry Scout LaRue Willis (narozená 1991) a Tallulah Belle Willis (narozená 1994), dvě nevlastní mladší sestry z manželství jejího otce s modelkou Emmou Heming, Mabel Ray Willis (narozená 2012) a Evelyn Penn Willis (narozená 2014).
Vyrostla v Hailey v Idaho. Studovala na Interlochen Academy v Interlochenu v Michiganu. V lednu 2004 přestoupila na Wilwood Secondary School v Los Angeles v Kalifornii. Jeden semestr navštěvovala University of Southern California.

## Kariéra
V roce 1995 přišel filmový debut s filmem Navždy spolu, kde si zahrála po boku své matky. Následující rok se objevila ve filmu Striptýz. Se svým otcem si zahrála ve dvou filmech: Můj soused zabiják (2000) a Rukojmí (2005).
V roce 2008 se stala tváří Ocean Pacific, ten samý rok se objevila v komedii Domácí mazlíček a v hororovém filmu Prokletí. V roce 2009 si zahrála ve filmu Spolek nemilosrdných a bylo oznámeno, že si zahraje v nezávislém filmu Wild Cherry, po boku Tanii Raymonde a Kristin Cavallari.
Objevila se v několika televizních seriálech: Army Wives, Kriminálka New York, 90210: Nová generace, Tajný život amerických teenagerů a Hawaii Five-0.
V květnu 2013 bylo oznámeno, že si zahraje Zoe, organizátorku charitativních akcích, ve čtvrté sérii seriálu Prolhané krásky.
24. února 2015 bylo oznámeno, že se stala jednou z celebrit, které budou soutěžit ve 20. série soutěže Dancing with the Stars. Jejím profesionálním partnerem je Valentin Chmerkovskiy. 19. května 2015 byli korunováni vítězemi série, kdy vyhráli nad hercem a zpěvákem Rikerem Lynchem a válečným veteránem Noahem Gallowayem..

## Filmografie
| Rok  | Název                        | Role                           | Poznámky    |
| ---- | ---------------------------- | ------------------------------ | ----------- |
| 1995 | Navždy spolu                 | Angela Albertson               |             |
| 1996 | Striptýz                     | Angela Grant                   |             |
| 2000 | Můj soused zabiják           | Dívka, běžící mezi Jimmym a Oz |             |
| 2005 | Rukojmí                      | Amanda Talley                  |             |
| 2008 | Prokletí                     | Natalie                        |             |
| 2008 | Domácí mazlíček              | Joanne                         |             |
| 2008 | Streak                       | Drae                           | Krátký film |
| 2008 | Whore                        | Dívka s cigaretou              |             |
| 2009 | Wild Cherry                  | Katelyn Chase                  |             |
| 2009 | Spolek nemilosrdných         | Ellie Morris                   |             |
| 2012 | Six Letter Word              | Zoe                            | Krátký film |
| 2012 | The Diary of Preston Plummer | Kate Cather                    |             |
| 2013 | The Ganzfeld Experiment      | Lucky                          |             |
| 2013 | The Odd Way Home             | May                            |             |
| 2014 | Return to Sender             | Darlene                        |             |
| 2014 | There's Always Woodstock     | Emily                          |             |
| 2015 | The Escort                   | Dana                           |             |
| 2017 | Hello Again                  | Emily                          |             |
| 2018 | Žena na hraně                | Susan                          |             |
| 2018 | Da hong zha                  | Julia                          |             |
| 2018 | Future World                 | Rosie                          |             |
| 2018 | Air Strike                   | Zdravotní sestra               |             |
| 2019 | What Lies Ahead              | Raven                          |             |
| 2019 | Tenkrát v Hollywoodu         | Joanna Pettet                  |             |

| Rok       | Název                            | Role                  | Poznámky                              |
| --------- | -------------------------------- | --------------------- | ------------------------------------- |
| 2008      | Miss Guided                      | Shawna                | díl: „The Frenemies“                  |
| 2008      | Army Wives                       | Renee Talbott         | díl: „Transitions“                    |
| 2008      | Kriminálka New York              | Mackendra Taylor      | díl: „Jmenuji se Mac Taylor“          |
| 2009      | Medium                           | Bethany Simmons       | díl: „The First Bite Is the Deepest“  |
| 2009      | Tajný život amerických teenagerů | Heather               | díl: „Knocked Up Who's There?“        |
| 2009–2010 | 90210: Nová generace             | Gia Mannetti          | vedlejší role, 10 dílů                |
| 2012      | Workaholics                      | Lisa                  | díl: „True Dromance“                  |
| 2012–2013 | Hawaii Five-0                    | Sabrina Lane          | 2 díly                                |
| 2013      | Prolhané krásky                  | Zoe                   | díl: „The Guilty Girl's Handbook“     |
| 2015      | Dancing with the Stars           | Sama sebe             | soutěžící, vítězka 20. řady           |
| 2016      | Robot Chicken                    | Lila/Kathy/Vlk (hlas) | díl: „Yogurt in a Bag'ko“             |
| 2017      | Bitva playbacků                  | Samu sebe             | díl: „Rumer Willis vs. Bryshere Gray“ |
| 2017–2018 | Empire                           | Tory Ash              | vedlejší role, 22 dílů                |
| 2019      | The Masked Singer                | Lev                   | soutěžící                             |
| 2020      | Floored                          | Samu sebe/porotkyně   | díl: „Tapped Out!“                    |
| 2020      | Barkitecture                     | Samu sebe             | díl: „Rummer Willis: Canine Camper“   |
| 2020      | Záchranáři L. A.                 | Georgia               | díl: „What's Next“                    |